# Комсомольская площадь (Санкт-Петербург)
Комсомо́льская площадь (до 1958 г. Круглая площадь) — площадь в Кировском районе Санкт-Петербурга, расположенная неподалёку от Кировского завода на пересечении проспекта Стачек, Краснопутиловской и Корабельной улицы.
Является транспортной развязкой и точкой поворота проспекта Стачек. От площади берет начало Краснопутиловская улица, переходящая в Московское шоссе. Обрамлена тремя схожими зданиями в стиле сталинского ампира. Единственная площадь Санкт-Петербурга, которая имеет в своей основе правильный круг.

## Наименование
В 1940-е годы возникло название Круглая площадь, связано с формой площади.
2 октября 1958 года присвоено наименование Комсомольская площадь, в ознаменование 40-летия ВЛКСМ.

## История
В результате послевоенной реконструкции городской окраины Автово центром микрорайона стала Круглая площадь, созданная на месте трамвайного кольца. Руководил проектом планировки и застройки площади, проспекта Стачек и прилегающих кварталов главный архитектор Ленинграда Валентин Александрович Каменский.
В 1958 году в честь 40-летия ВЛКСМ Круглая площадь переименована в Комсомольскую.
В 2007 году Международный фонд имени Лихачёва в лице председателя Даниила Гранина обращался к губернатору города Валентине Матвиенко с предложением восстановить Триумфальную арку, построенную по проекту архитектора А. И. Гегелло. Но этим планам помешал финансовый кризис.

## Достопримечательности

### Памятник Героическому Комсомолу
Памятник Героическому Комсомолу установлен в 1968 году по проекту скульпторов В.И. Гордона, В.Г. Тимошенко, О.И. Кузнецова, архитекторов Б.Б. Фабрицкого, И.П. Шмелева.

### Жилые дома Комсомольской площади (проспект Стачек, дома 55,57, проспект Стачек, дом 74,улица Новостроек, дом 1)
Жилые дома Комсомольской площади в стиле сталинского классицизма построены в 1955-1960 годах по проекту архитекторов В.А. Каменского, С.Г. Майофиса. Два семиэтажных здания при въезде на площадь оформлены угловыми башнями. Первые два этажа всех зданий объединены полуколоннами тосканского ордера, облицованы плитами с гранитной крошкой, отделаны рустом. По состоянию на 2023 год в доме 57 расположено Почетное консульство Сирийской Арабской Республики.

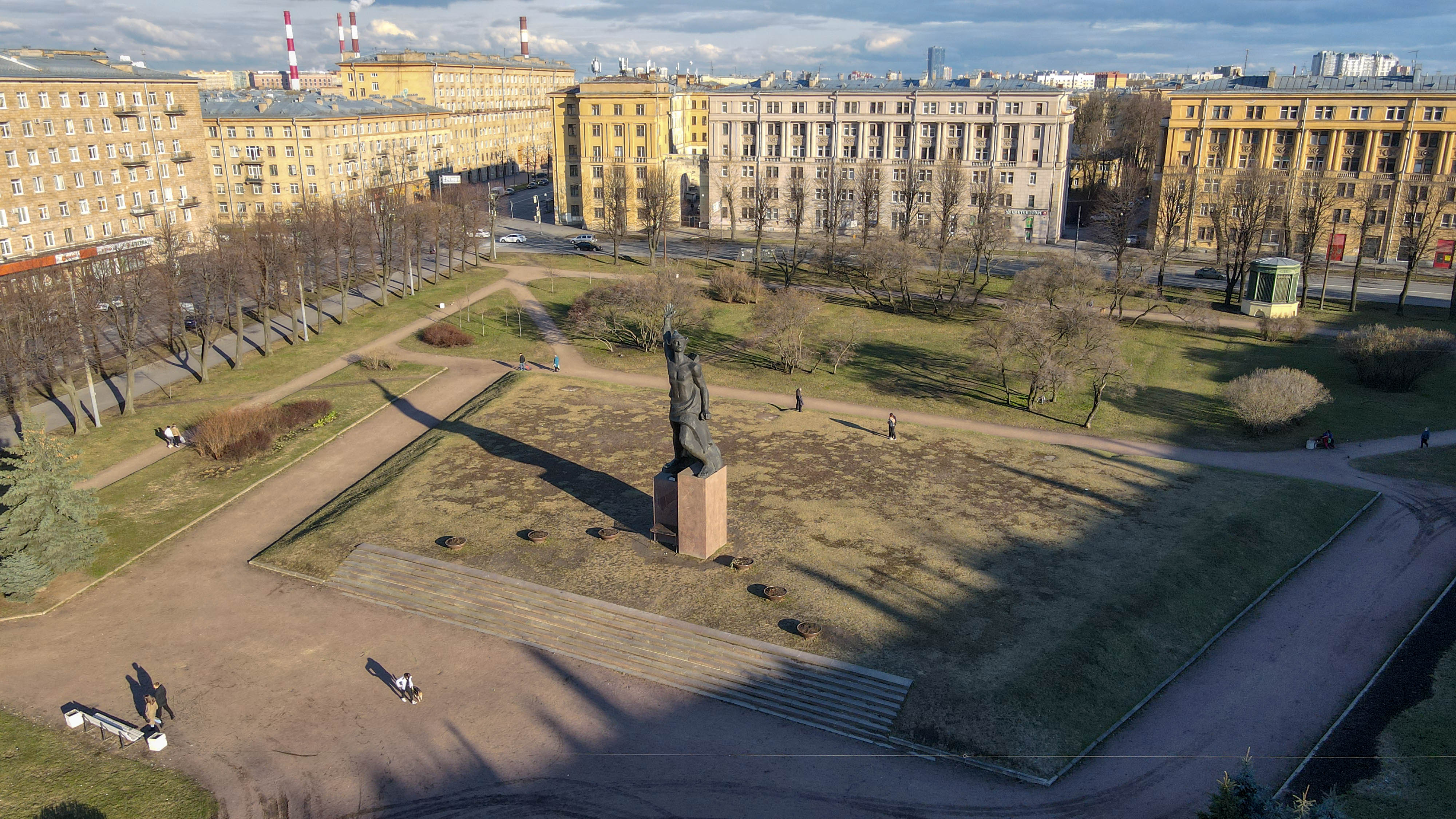
Комсомольский сквер и памятник «Героическому Комсомолу»
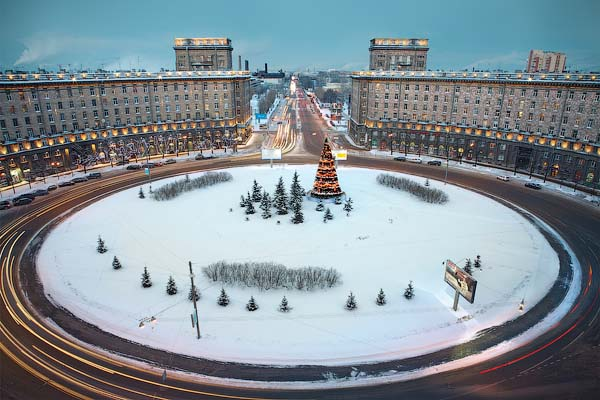
Комсомольская площадь зимой
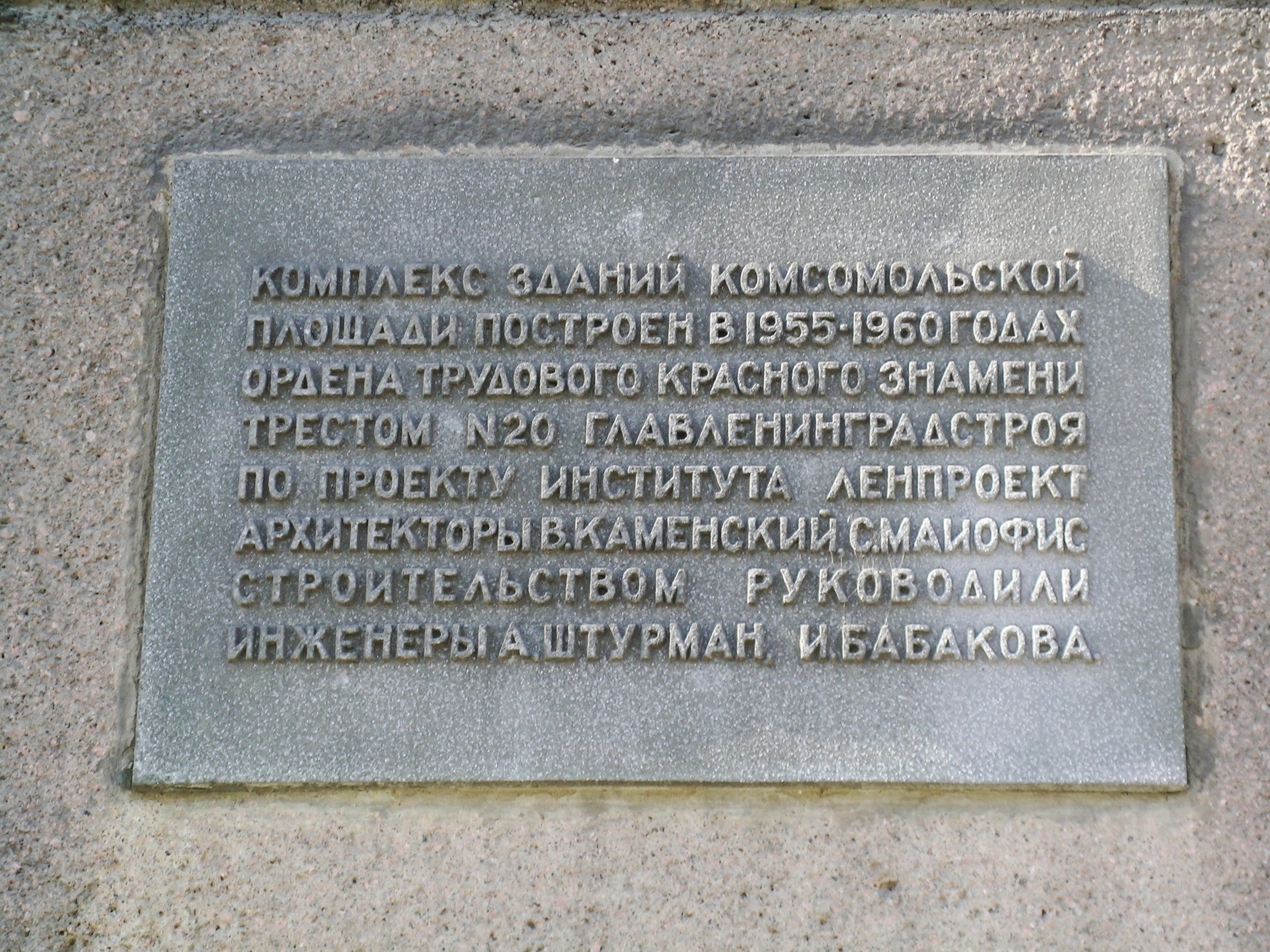
Информационная табличка на здании пр. Стачек, д. 57
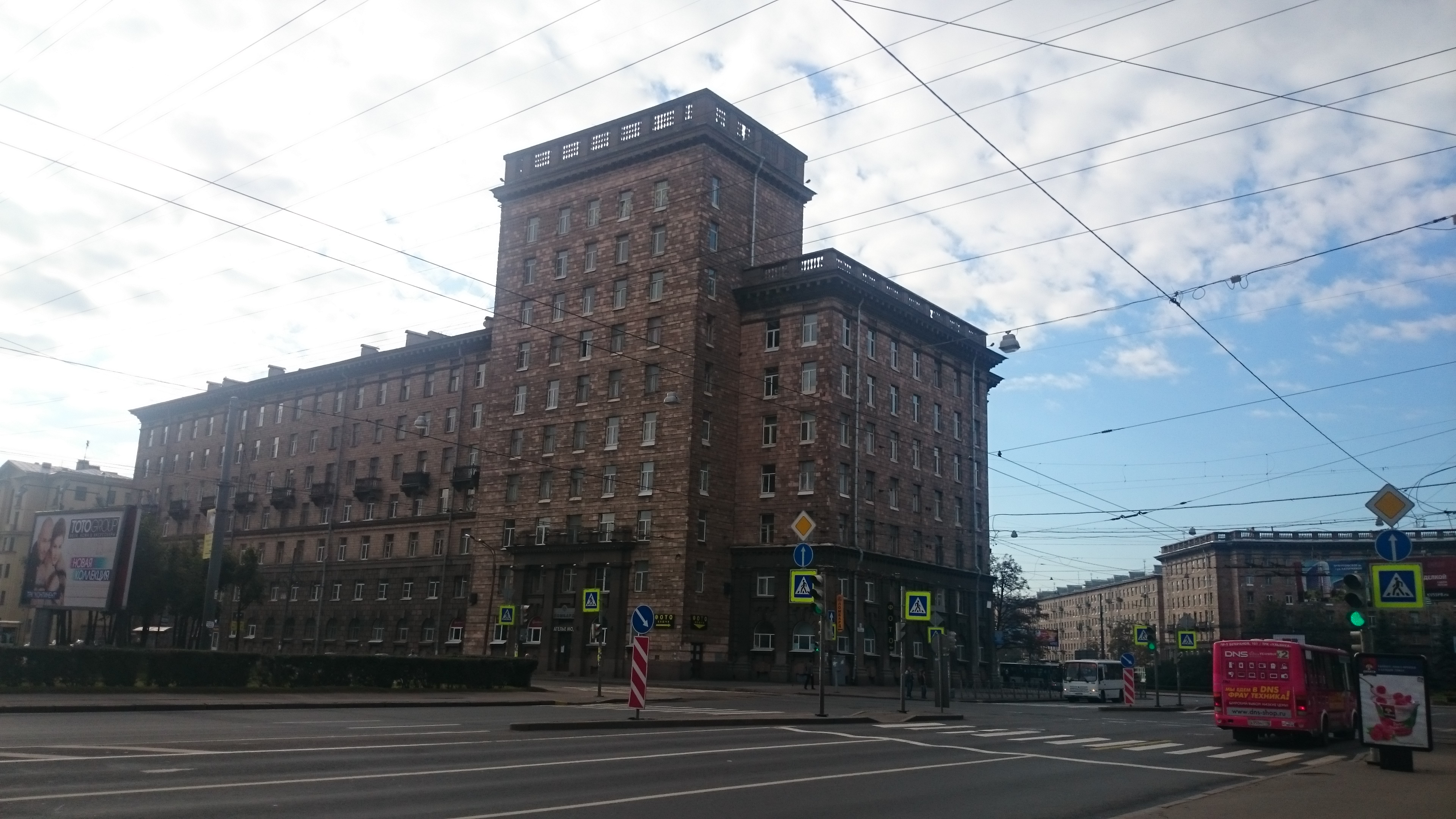
Въезд на площадь

## Транспорт
Ближайшие станции метро к площади:  «Кировский завод» (пешком до площади 660 м),  «Автово» (1 км),  «Московская» (4,9 км).
На площади есть остановки общественного транспорта: автобус 2А, 18, 20, 26, 66, 72, 83, 108, 145, 200, 201, 210, 229, 244, 245, 300, 546.
Рядом с площадью есть остановка трамвая: 36, 41